# Hèrcules (Miquel Àngel)
Hèrcules va ser una escultura realitzada en marbre de l'any 1492 per Miquel Àngel a Florència i que ara com ara es troba desapareguda.
El 1492, a la mort de Llorenç el Magnífic i per iniciativa pròpia, va realitzar l'escultura d'un Hèrcules de marbre a la seva casa paterna, escollint el tema per ésser Hèrcules, des del segle xiii, un dels patrons de Florència. L'estàtua va ser comprada pels Strozzi, que la van vendre a Giovan Battista Palla, al qual, la va adquirir el rei de França Enric II i va ser col·locada en un jardí de Fontainebleau, on Rubens va realitzar un dibuix d'aquesta escultura, que es conserva al museu del Louvre a París. El 1713 l'escultura va desaparèixer. Només queda el mencionat dibuix i un esbós guardat a la casa Buonarroti.

## Descripció
Aquesta obra es va realitzar en una escala gegantina i pel dibuix de Rubens, s'aprecia, que es va representar com un heroi jove amb el cap girat cap a un costat, la clava recolzada a terra formant una diagonal, mentre la figura sembla que està en repòs, el conjunt apareix com una estàtua antiga, tanmateix els plecs de la roba estan inspirats al sant Jordi de Donatello. Pels escrits d'Ascanio Condivi se sap la mida que era de: bràcia quatro, és a dir, 2,40 metres.